# 카불 테러 공격 목록
틀:Campaignbox Kabul province campaign
여기는 아프가니스탄의 수도 카불에서 발생한 테러 공격 목록이다.

## 1995년
- 9월 6일: 1995년 카불 파키스탄 대사관 공격

## 2002년
- 9월 5일: 2002년 카불 폭탄 테러

## 2003년
- 7월 9일: 2003년 카불 파키스탄 대사관 공격

## 2008년
- 1월 14일: 2008년 카불 세레나 호텔 공격
- 7월 7일: 2008년 카불 인도 대사관 폭탄 테러

## 2009년

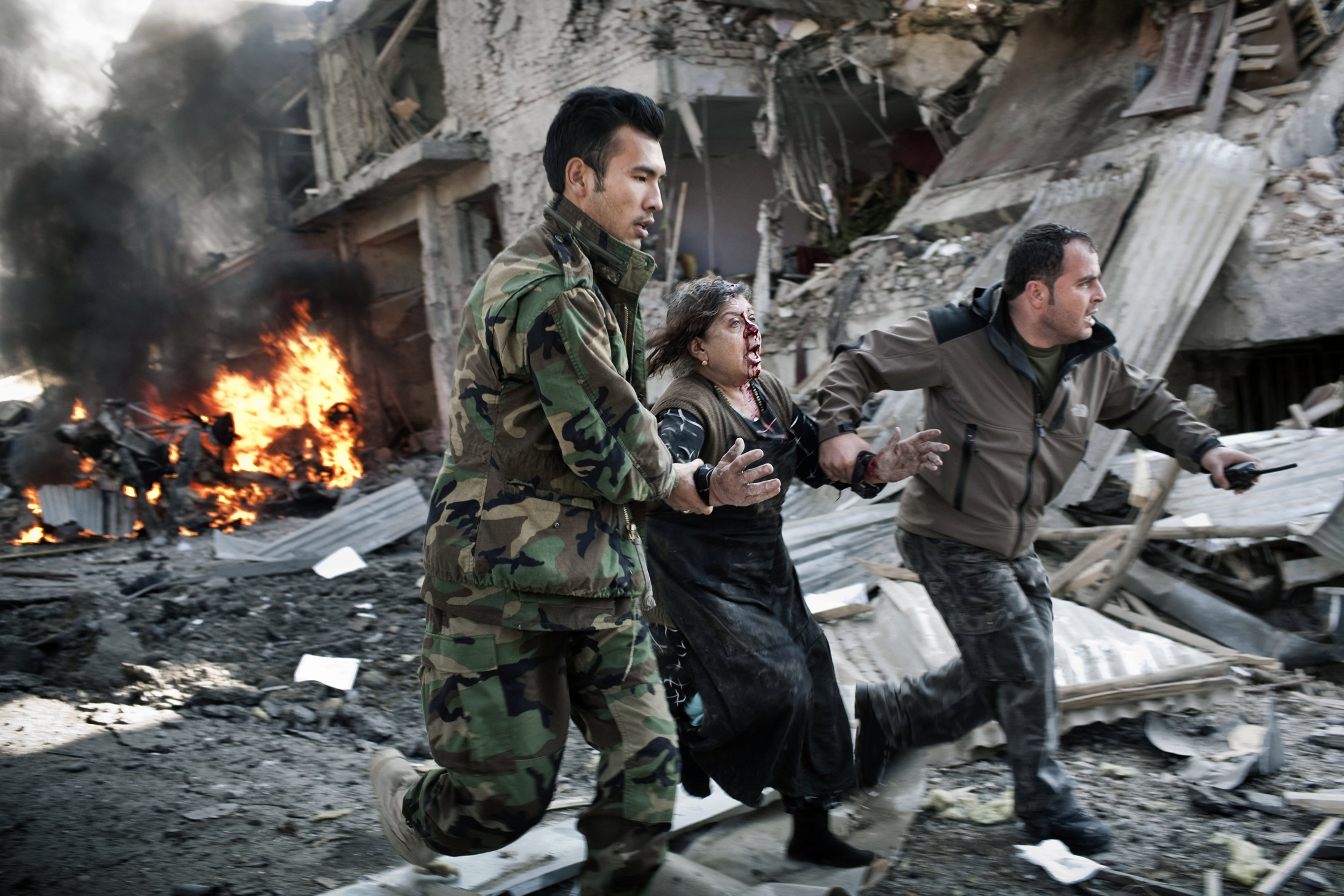
보안군이 2009년 12월 15일 자살 폭탄 테러 현장에서 여성을 서둘러 대피시킨다.

- 2월 11일: 2009년 2월 카불 급습
- 8월 15일: 2009년 북대서양 조약 기구 아프가니스탄 본부 폭탄 테러
- 10월 8일: 2009년 카불 인도 대사관 공격
- 10월 28일: 2009년 카불 유엔 게스트하우스 공격
- 11월 13일: 2009년 카불 카르가 주둔지 인근 북대서양 조약 기구 호송대 공격

## 2010년
- 1월 18일: 2010년 1월 카불 공격
- 2월 26일: 2010년 2월 카불 공격
- 5월 18일: 2010년 5월 카불 폭탄 테러

## 2011년
- 6월 28일: 2011년 카불 인터컨티넨탈 호텔 공격
- 9월 13일: 2011년 9월 카불 공격
- 12월 6일: 2011년 아프가니스탄 아슈라 폭탄 테러
- 5월 21일: 2011년 5월 20일, 탈레반 하카니 소속 자살 폭탄 테러범이 삼엄한 경비가 이뤄지는 사르다르 모하마드 다우드 칸 병원 인근에서 자폭하여 의대생 6명을 살해하고 23명에게 부상을 입혔다.[1]

## 2012년
- 4월 15일: 2012년 4월 아프가니스탄 공격

## 2013년
- 6월 11일: 2013년 6월 11일 카불 폭탄 테러
- 6월 25일: 2013년 아프간 대통령궁 공격

## 2014년
- 1월 17일: 2014년 1월 카불 레스토랑 공격
- 3월 20일: 2014년 카불 세레나 호텔 총격 사건
- 12월 11일: 2014년 12월 카불 폭탄 테러

## 2015년
- 5월 13일: 2015년 파크 팰리스 게스트하우스 공격
- 6월 22일: 2015년 카불 의회 공격
- 8월 7일: 2015년 8월 7일 카불 공격
- 8월 10일: 2015년 8월 10일 카불 자살 폭탄 테러
- 8월 22일: 2015년 8월 22일 카불 자살 폭탄 테러
- 12월 11일: 2015년 카불 스페인 대사관 공격

## 2016년
- 2월 1일: 탈레반의 경찰서 자살 폭탄 테러로 경찰관 20명이 사망했다.[2]
- 4월 19일: 2016년 4월 카불 공격
- 6월 20일: 카불 주재 캐나다 대사관 경비원 공격
- 7월 23일: 2016년 7월 카불 폭탄 테러
- 8월 1일: 탈레반의 트럭 폭탄으로 경찰관 1명과 공격자 1명이 사망했으며, 나머지 탈레반 공격자 2명은 사살되었다.[3]
- 8월 24일: 아프가니스탄 아메리칸 대학교 공격
- 9월 5일: 2016년 9월 카불 폭탄 테러
- 11월 21일: 모스크 자살 폭탄 테러로 약 30명이 사망했다.[4]

## 2017년
- 1월 10일: 2017년 1월 아프가니스탄 폭탄 테러 중 첫 번째 공격은 카불 아프가니스탄 국회 앞에서 발생한 쌍둥이 자살 폭탄 테러로 46명이 사망했다. 이후 공격은 칸다하르와 라슈카르가에서 발생했다.
- 2월 7일: 아프가니스탄 대법원 인근 자살 폭탄 테러로 최소 20명이 사망했다.[5][6]
- 3월 8일: 2017년 3월 카불 공격
- 5월 31일: 2017년 5월 카불 테러
- 6월 3일: 전날 사망한 시위자의 장례식에서 3건의 폭탄 테러가 발생하여 최소 20명이 사망했다.[7]
- 6월 15일: 모스크에서 발생한 자살 폭탄 테러로 4명이 사망했다.[8][9]
- 7월 24일: 탈레반 자살 폭탄 테러로 최소 35명이 사망했다.[10]
- 7월 31일: 카불 이라크 대사관에서 발생한 자살 폭탄 테러와 뒤이은 총기 공격으로 아프가니스탄 대사관 직원 2명과 공격자 4명 모두 사망했다.[11]
- 10월 20일: 2017년 10월 20일 아프가니스탄 공격
- 12월 28일: 2017년 12월 28일 카불 자살 폭탄 테러

## 2018년
- 1월 2일: 차량 폭탄으로 경찰관 3명이 부상했다.[12]
- 1월 4일: 자살 폭탄 테러로 20명이 사망했다.[13]
- 1월 20일: 2018년 카불 인터컨티넨탈 호텔 공격
- 1월 27일: 2018년 카불 구급차 폭탄 테러
- 1월 29일: 아프간 국방대학교 총격 사건
- 2월 24일: 자살 폭탄 테러범이 보안 초소 근처에서 자폭하여 최소 3명이 사망하고 여러 명이 부상했다.[14]
- 3월 9일: 관계자들에 따르면 자살 폭탄 테러범이 자폭하여 최소 7명이 사망했다. 이 공격은 주로 시아파 하자라인 소수 민족의 정치 지도자인 압둘 알리 마자리의 사망을 추모하기 위해 모인 군중을 겨냥한 것으로 보인다.[15]
- 3월 21일: 2018년 3월 카불 자살 폭탄 테러[16]
- 4월 22일: 2018년 4월 22일 카불 자살 폭탄 테러[17]
- 4월 30일: 2018년 4월 30일 카불 자살 폭탄 테러[18]
- 6월 4일: 자살 폭탄 테러범이 카불에서 아프가니스탄 최고 성직자들의 모임을 겨냥해 폭발물을 터뜨려 최소 14명이 사망하고 19명이 부상했다. 얼마 후 경찰차에 부착된 자기 폭탄이 폭발하여 3명이 부상했으며, 이슬람 국가 호라산 지부가 책임을 주장했다.[19][20][21]
- 6월 11일: 아프간 부처에서 자살 폭탄 테러범이 폭발물을 터뜨려 17명이 사망하고 40명이 중상을 입었다. ISIL-K가 책임을 주장했다.[22][23]
- 7월 15일: 정부 부처 근처에서 자살 폭탄 테러범이 폭발하여 8명이 사망하고 17명이 부상했다. ISIL-K가 책임을 주장했다.[24][25]
- 7월 22일: 압둘 라시드 도스툼 아프가니스탄 부통령이 망명에서 귀국한 것을 환영하기 위해 카불 국제공항을 떠나던 수많은 인파 속에서 공항 인근 자살 폭탄 테러가 발생하여 프랑스 통신사 운전기사를 포함한 23명이 사망하고 107명이 부상했다. ISIL-K가 책임을 주장했다.[26]
- 8월 13일: 아프간 선거 사무소 밖에서 자살 폭탄 테러범이 자폭하여 1명이 사망하고 1명이 부상했으며, 탈레반이 공격을 감행한 것으로 의심된다.[27]
- 8월 15일: 이슬람 국가의 교육 기관 자살 폭탄 테러로 최소 48명이 사망하고 67명이 부상했다.[28][29][30]
- 9월 5일: 2018년 9월 카불 공격: 레슬링 클럽과 비상 구조팀을 겨냥한 자살 폭탄 테러로 26명이 사망하고 91명이 부상했으며, 사망자 중에는 기자 2명이 포함되었다. ISIL-K가 폭탄 테러의 책임을 주장했다.[31][32][33][34]
- 9월 9일: 오토바이 자살 폭탄 테러범이 유명 저항 지도자의 사망 기념일에 모인 사람들에게 자폭하여 최소 7명이 사망하고 25명이 부상했다고 관계자들이 밝혔다. ISIL-K가 공격의 책임을 주장했다.[35][36]
- 11월 20일: 2018년 11월 카불 폭탄 테러: 종교학자들의 모임에 대한 자살 폭탄 테러로 55명이 사망하고 94명이 부상했다.[37]
- 12월 24일: 2018년 12월 카불 공격: 정부 청사에 대한 자살 폭탄 및 총기 공격으로 최소 43명이 사망하고 최소 10명이 부상했다고 내무부 대변인 나지브 다니시가 밝혔다. 희생자 대부분은 민간인이었다. 어떠한 단체도 즉시 공격의 책임을 주장하지 않았다.[38][39]

## 2019년
- 5월 24일: 2019년 카불 모스크 폭탄 테러
- 7월 1일: 2019년 7월 1일 카불 공격
- 7월 19일: 카불 대학교 밖에서 발생한 폭탄 테러로 8명이 사망했다.[40]
- 7월 25일: 탈레반과 이슬람 국가가 각각 책임을 주장한 세 건의 폭탄 테러로 총 최소 15명이 사망했다.[41]
- 7월 28일: 2019년 7월 28일 카불 자살 폭탄 테러
- 8월 7일: 2019년 8월 7일 카불 폭탄 테러
- 8월 17일: 2019년 8월 17일 카불 폭탄 테러
- 9월 2일, 5일: 2019년 9월 2일, 5일 카불 폭탄 테러
- 9월 17일: 2019년 9월 17일 아프가니스탄 폭탄 테러
- 11월 13일: 차량 폭탄으로 어린이 2명을 포함한 12명이 사망했다.[42]

## 2020년
- 2월 11일: 자살 폭탄 테러로 최소 6명이 사망했다.[43]
- 3월 6일: 2020년 3월 6일 카불 총격 사건
- 3월 25일: 카불 구르드와라 공격
- 5월 12일: 경찰 제복을 입은 총잡이 3명이 병원의 산부인과에서 총기 난사를 저질렀다. 이 병원은 주로 시아파 하자라인 밀집 지역인 다슈테 바르치에 위치해 있으며 국경없는의사회 직원들의 도움을 받는다.[44] 공격자들은 24명을 살해하고 16명에게 부상을 입혔다.[45][46][47]
- 5월 30일: 쿠르시드 TV 뉴스 방송국 직원 15명을 태운 개인 버스가 노변 폭탄에 맞았으며, 경제 기자 미르 와헤드 샤와 기술자 샤피크 아미리가 사망하고 7명이 부상했다.[48][49] 미국, 유럽 연합, 북대서양 조약 기구는 이 공격을 비난했다.[48]
- 6월 5일: 굴 다라 지역에서 반란군이 경찰 검문소를 공격하여 1시간 동안 총격전이 벌어져 경찰관 3명이 사망했다.[50]
- 6월 12일: 수니파 모스크가 폭탄 공격을 받아 4명이 사망하고 8명이 부상했다.[51] 6월 17일, 주즈잔주 아크차 지구에서 탈레반의 공격으로 보안군 12명이 사망하고 5명이 부상했다. 공격으로 군인 4명이 볼모로 잡혔고, 탈레반 무장단체 5명이 사망했다.[52]
- 7월 14일: 민간인 5명이 사망하고 11명이 부상했는데, 이들의 차량이 탈레반의 소행으로 추정되는 노변 폭탄에 맞았기 때문이다.[53]
- 7월 19일: 탈레반 무장단원들이 오토바이로 이동 중인 군인 2명에게 총격을 가해 이들이 사망했다.[54]
- 8월 19일: 자기 지뢰로 1명이 사망하고 1명이 부상했다.[55] 또한, 카불에서 로켓 공격으로 최소 3명이 사망하고 16명이 부상했다.[56]
- 9월 8일: 카불주에서 탈레반 대원들이 보안군을 공격한 후 1명이 사망하고 2명이 부상했다.[57]
- 9월 9일: 폭탄 테러로 최소 10명이 사망하고 16명이 부상했다.[58]
- 9월 16일: 아프간 국가보안국 소속 대원 1명이 총에 맞아 사망하고 그의 운전기사가 부상했다.[59]
- 9월 21일: 지뢰 2개가 폭발하여 어린이 1명이 사망하고 3명이 부상했다.[60]
- 10월 24일: 교육 센터에서 자살 폭탄 테러가 발생하여 주로 학생 24명이 사망했다.[61]
- 10월 26일: 자기 지뢰 폭발로 최소 3명이 부상했다.[62]
- 10월 27일: 자기 지뢰 폭발로 카불에서 최소 3명이 사망하고 10명 이상이 부상했다.[63]
- 11월 2일: 2020년 카불 대학교 공격
- 11월 7일: 전 TOLO TV 아나운서 야마 시아와시의 차량에 부착된 폭탄이 폭발하여 그와 다른 민간인 2명이 차량 안에 있는 동안 사망했다.[64]
- 11월 21일: 로켓 23발이 상업 지역, 공원, 쇼핑 지역을 강타하여 8명이 사망하고 30명 이상이 부상했다.
- 12월 20일: 칸 스틸의 설립자인 국회의원 하지 칸 모하마드 와르닥의 호송대를 겨냥한 차량 폭탄이 쿠샬 칸 PD5의 스핀 칼라이 광장에 있는 아마디 플라자 3번 게이트 옆에서 폭발했다. 칸은 공격에서 살아남았지만, 최소 10명의 민간인이 사망하고 52명이 부상했다. 인근 차량과 주택 여러 채가 손상되었다. 폭발은 탈레반과 전 정부에 의해 비난받았지만, 어떠한 단체도 책임을 주장하지 않았다.[65]

## 2021년

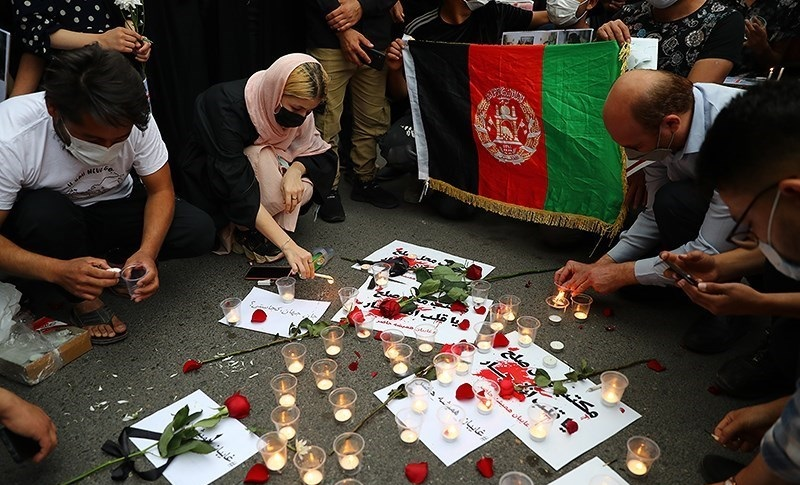
이란 민간인들이 2021년 카불 학교 폭탄 테러 희생자들을 추모하며 꽃을 바치고 있다.

- 5월 8일: 2021년 카불 학교 폭탄 테러: 서카불 다슈테 바르치 지역의 중등학교 밖에서 차량 폭탄과 다른 두 개의 급조 폭발 장치가 폭발하여 대부분 학생인 90명이 사망했다.[66]
- 5월 14일: 모스크에서 발생한 폭발로 이맘을 포함한 12명이 사망했다.[67]
- 6월 1일: 두 건의 차량 폭탄 테러로 최소 10명이 사망했다.[68]
- 8월 3일: 탈레반의 자살 폭탄 테러와 총격으로 비스밀라 칸 모하마디 국방부 장관의 자택이 공격을 받아 최소 8명이 사망했다. 칸 모하마디는 다치지 않았다.[69]
- 8월 26일: 2021년 카불 공항 테러[70]
- 9월 18일: 다슈테 바르치에서 차량 폭탄 테러가 발생하여 최소 2명이 부상했다.[71]
- 10월 3일: 탈레반 대변인 자비훌라 무자히드의 어머니를 위한 추모 행사를 겨냥한 이드 가 모스크 밖 폭탄 테러로 여러 명이 사망하고 최소 20명이 부상했다.[72][73]
- 10월 20일: 카불 동물원에서 발사된 수류탄이 카불 경찰 지구 3의 데마장 광장에 주둔한 탈레반 보안군을 성공적으로 강타하여 최소 2명이 부상했다.[74] 별도의 더 강력한 IED 폭발이 탈레반 픽업 트럭을 겨냥하여 최소 1명이 사망하고 학생 3명을 포함한 최소 7명이 부상했다.[74][75]
- 10월 21일: 카불주 칼라 무라드 베그 지역에서 송전탑이 폭발하여 카불과 인근 주에 전력을 공급하던 220kV 수입 송전선이 끊겼다.[76]
- 11월 2일: 2021년 카불 병원 공격[77][78]
- 11월 13일: 다슈티 바르치 지역의 주요 도로를 운행하던 버스를 강타한 IED 폭발로 최소 2명이 사망하고 5명 이상이 부상했다.[79] 이 폭발은 하자라인 소수 공동체를 겨냥했다.[80][81]
- 11월 17일: 서카불의 다슈트-에 바르치 지역에서 발생한 쌍둥이 폭발로 1명이 사망하고 6명이 부상했다.[82]
- 11월 23일: 카불의 칸다하르 시장에서 거대한 폭발이 일어났다.[83][84] 폭발은 탈레반 레인저 차량에 부착된 자기 지뢰의 폭발로 발생했으며, 이로 인해 최소 2명의 탈레반 보안 요원이 부상했다.[83][85] 이 폭발 지역에서도 총격이 보고되었다.[83][84] 이 지역은 무자헤딘 바자르라고도 알려져 있으며, 이전에는 부시 시장으로 알려져 있었다.[86]
- 11월 25일: 카르테 파르완의 교통 원형 교차로에서 폭발이 발생했으며, 사상자는 알려지지 않았다.[87][88] 내무부는 사상자가 없다고 주장했다.[88]
- 11월 30일: 카불 경찰 지구 6에서 발생한 폭발로 탈레반 전투원을 포함한 최소 5명이 부상했다.[89] 내무부와 지방 당국의 사상자 부인에도 불구하고, 폭발 중 보안 요원을 포함한 5명의 부상은 목격자와 지역 언론 매체 아리아나 뉴스를 통해 확인되었다.[90] 또한, 폭발이 유명한 하비비아 고등학교 근처에서 발생한 것으로 밝혀졌다.[91][92]
- 2021년 12월 4일: 카불의 제5 타이마니 거리에서 폭발이 발생했으며, 즉시 보고된 사상자는 없다.[93]
- 2021년 12월 10일: 카불에서 두 건의 별도 폭발로 2명이 사망하고 4명이 부상했다.[94][95] 한 폭발은 카불의 다슈트-에-바르치 지구에서 미니버스에서 발생했고, 두 번째 폭발은 그 지구의 데흐보리 지역에서 발생했다.[95][94]
- 12월 14일: PD8의 탱크 로가르 지역에서 오전 11시경 IEA 차량을 겨냥한 노변 폭탄이 폭발했다. 민간인 1명이 사망하고 아프가니스탄 이슬람 토후국 대원 2명이 부상했다. 현재까지 어떠한 단체도 책임을 주장하지 않았다.[96]
- 12월 23일: 주요 여권 부서 사무실 밖 게이트 근처에서 차량 폭탄이 폭발했다.[97][98] 이슬람 국가가 나중에 공격의 책임을 주장했다.[98]

## 2022년

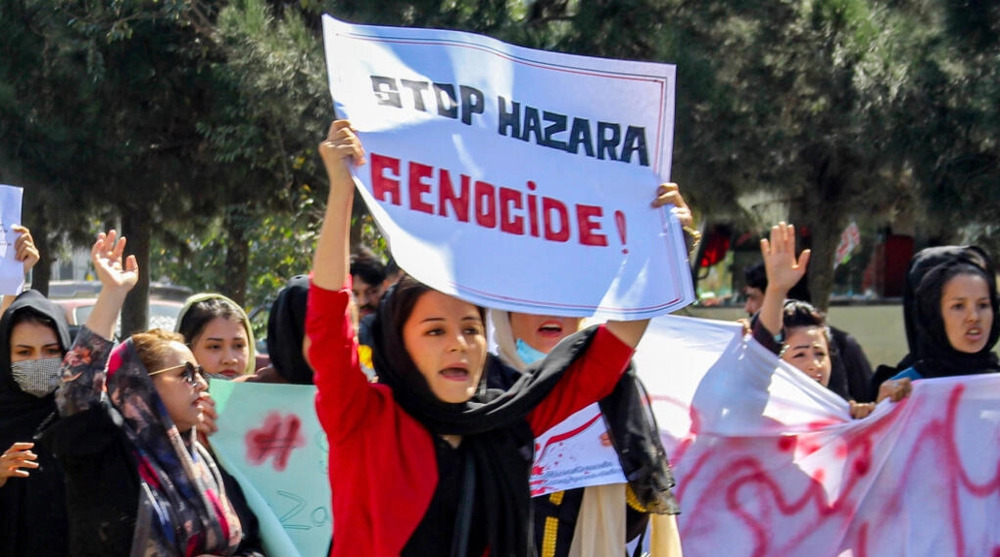
2022년 9월 카불 학교 폭탄 테러 이후 학생들에 대한 테러 공격을 규탄하는 하자라인 여성들

- 1월 3일: 카불 11경찰지구 사무실 앞에서 지뢰 폭발이 발생했다.[99]
- 1월 12일: 아프가니스탄 내무부 부대변인 아킬 잔 오잠은 카불 9경찰지구에서 군용 차량을 겨냥한 폭발이 발생하여 최소 2명의 탈레반 대원이 부상했다고 발표했다.[100]
- 1월 13일: 파르완-이-세흐 지역에서 노변 폭탄이 폭발했다.[101]
- 1월 16일: 붓카크 지역에서 발생한 폭탄 테러로 어린이 1명이 사망하고 탈레반 보안 요원 2명이 부상했다.[102]
- 1월 17일: 니에즈바그 지역에서 폭발과 총성이 들렸다.[103]
- 4월 3일: 카불의 사라이 샤흐자다 환전 시장에서 발생한 수류탄 폭발로 최소 1명이 사망하고 58명 이상이 부상했다.[104]
- 4월 19일: 2022년 4월 카불 학교 폭탄 테러
- 4월 29일: 2022년 4월 카불 모스크 폭탄 테러
- 4월 30일: 카불 버스 공격으로 1명이 사망하고 3명 이상이 부상했다.[105]
- 5월 25일: 2022년 5월 카불 모스크 폭탄 테러
- 6월 11일: 미니버스 폭탄 테러로 최소 4명이 사망했다.[106][107]
- 6월 18일: 시크교 사원 폭탄 테러로 2명이 사망하고 7명이 부상했다.[108]
- 7월 29일: 카불 국제 크리켓 경기장에서 크리켓 경기 중 관중들 사이에서 발생한 수류탄 폭발로 최소 2명이 사망하고 13명이 부상했다.[109][110][111]
- 8월 5일: 2022년 8월 5일 카불 폭탄 테러: 시아파 주거 지역에서 발생한 폭탄 테러로 최소 8명이 사망했다.[112]
- 8월 6일: 폴-에-숙타 지역에서 발생한 IED 폭발로 3명이 사망하고 22명이 부상했다.[113]
- 8월 11일: 자살 폭탄 테러가 신학교에서 발생하여 저명한 탈레반 종교 지도자 셰이크 라히물라 하카니가 사망했다.[114][115]
- 8월 13일: IED 폭발로 탈레반 보안군 2명을 포함한 4명이 부상했다.[116]
- 8월 17일: 2022년 8월 카불 모스크 폭탄 테러: 모스크에서 발생한 폭발로 수십 명이 사망했다.[117]
- 8월 31일: 11지구의 카이르 카나 지역에서 폭발과 공격이 발생했다.[118][119] 최소 3명의 탈레반 대원이 사망하고 7명이 부상했다.[120] 목표는 바그람에서 군사 퍼레이드를 마치고 돌아오던 탈레반 호송대였다.[120][119][121] 카불 17경찰지구에서 또 다른 폭발로 2명이 사망하고 3명이 부상했다.[122]
- 9월 5일: 2022년 카불 러시아 대사관 폭탄 테러
- 9월 10일: 서카불 다슈트-에-바치 정착촌의 폴레 코슈크 지역 버스 정류장에서 두 건의 연이은 IED 폭발이 발생하여 최소 3명이 부상했다.[123][124]
- 9월 23일: 2022년 9월 카불 모스크 폭탄 테러: 카불의 유명한 와지르 아크바르 칸 지역 모스크 근처에서 차량 폭탄이 폭발하여 정부 관계자들은 최소 7명이 사망하고 41명이 부상했다고 밝혔다.[125][126] 현지 아프간 언론은 최소 9명이 사망했다고 주장했다.[125]
- 9월 30일: 2022년 9월 카불 학교 폭탄 테러
- 10월 5일: 내무부 본부 근처 모스크에서 폭발이 발생하여 최소 4명이 사망하고 25명이 부상했다.[127]
- 10월 15일: 카불 2지구 보안 검문소에서 폭발이 발생했다.[128]
- 10월 28일: 카불 5경찰지구의 셰이크 모하마드 로하니 모스크에서 폭발이 발생했다.[129] 탈레반은 7명이 부상했다고 주장했지만, 현지 주민들은 10명이 부상했다고 주장했다.[129]
- 11월 2일: 농촌 재건 개발부 직원들을 태운 미니버스를 노린 노변 지뢰가 폭발했다. 7명이 부상당한 것으로 보고되었다.[130]
- 11월 12일: 두 건의 폭발이 발생했으며, 첫 번째는 차라히 세다라 지역에서, 두 번째는 도시 4경찰지구에 위치한 잠후리아트 병원 근처에서 발생했다.[131]
- 11월 17일: 유명한 와지르 아크바르 칸 지역의 모스크 근처에서 폭발이 발생했다.[132] 내무부 대변인은 4명 사망을 포함한 14명의 사상자를 보고했다.[132]
- 11월 21일: 차량을 겨냥한 폭발로 2명이 사망했다.[133]
- 12월 12일: 2022년 카불 호텔 공격: 카불 롱건 호텔에서 공격이 발생하여 최소 3명의 민간인이 사망하고 18명이 부상했다.[134] 외국인 2명이 부상자 명단에 포함되었다고 보도되었다.[135]
- 12월 23일: 현지 언론은 카불 5경찰지구의 모스크에서 폭발이 발생했으며 사상자가 보고되었다고 보도했다.[136]
- 12월 25일: 카불 6경찰지구의 다룰라만 지역에서 폭발이 보고되었다.[137][138]

## 2023년
- 1월 1일: 2023년 카불 공항 폭탄 테러: 군용 공항 밖에서 폭발이 발생했으며, 다수의 사상자가 보고되었다.[139] 카불 주민은 프랑스 통신사에 공군 장교 중 한 명이 사망했다고 말했다.[140]
- 1월 11일: 아프가니스탄 외교부 폭탄 테러: 아프가니스탄 외교부 본부 밖에서 폭탄 테러가 발생하여 최소 5명이 사망하고 40명 이상이 부상했다.[141]
- 1월 30일: 카불의 코테 상기 지역에서 폭발이 보고되었다.[142]
- 2월 4일: 카불의 파슈툰니탄 와트 지역에서 폭발이 발생하여 최소 2명이 부상했다.[143][144]
- 2월 5일: 폭발물 탑재 차량이 카불의 그린 존에 침투하여 사우디아라비아 대사관이 대피해야 했다.[145]
- 2월 21일: 카불 2경찰지구의 아불 파즐 사원 근처에서 차량에 부착된 폭탄이 폭발했다.[146][147] 사상자는 보고되지 않았지만, 폭발은 엄청난 규모인 것으로 확인되었다.[146]
- 2월 23일: 카불의 사르타페 지역 검문소 폭발로 고위 탈레반 사령관이 사망하고 4명이 중상을 입었다.[148][149]
- 3월 9일: 카불 5경찰지구 쿠샬 칸 지역에서 폭발이 보고되었다.[150]
- 3월 10일: 카불 5지구 쿠샬 칸 미나 지역 스핀 켈리 교차로에서 폭발이 발생하여 2명이 부상했다.[151]
- 3월 27일: 1월 이후 아프간 외교부 본부 근처에서 두 번째 공격이 발생하여 최소 6명이 사망하고 여러 명이 부상했다.[152]
- 8월 21일: 법무부 본부 밖에서 자기 지뢰 폭발로 최소 2명이 사망했다.[153]
- 10월 28일: ISIS의 폭탄 폭발로 4명이 사망하고 7명이 중상을 입었다.[154]
- 11월 8일: 2023년 11월 카불 폭탄 테러.[155]

## 2024년
- 1월 6일: 카불의 다슈티 바르치 지역에서 미니버스 폭탄이 폭발하여 최소 2명이 사망하고 14명이 부상했다.[156]
- 1월 11일: 카불의 다슈트-에-바르치 지역의 여러 장소에서 두 건의 별도 폭탄 폭발이 발생했다.[157] 첫 번째 폭발은 모스크 근처에서 발생했고, 두 번째 폭발은 상업 센터 밖에서 폭발하여 2명이 사망하고 14명이 부상했다.[157]
- 9월 2일: 칼라 바크티아르 지역의 자살 공격으로 최소 6명이 사망하고 13명이 부상했다.[158] 이 공격은 나중에 이슬람 국가 호라산 지부에 의해 주장되었다.[159]